# Джума-мечеть (Герат)
Больша́я собо́рная мече́ть в Герате (пушту د هرات جامع جومات‎) — пятничная мечеть 1200 года постройки, отличается грандиозными размерами: 96×75 метров, что больше размеров Биби-Ханым в Самарканде.

## История
Была построена Гияс ад-Дином Мухаммадом ибн Самом, правителем из таджикской династии Гуридов. В XV веке мечеть была сильно разрушена в результате землетрясения, но под руководством поэта Алишера Навои на его же средства мечеть была восстановлена в 1498—1500 годах, при этом были установлены башенки по сторонам фасада, стены были облицованы изразцами. В 1936—1944 годах был сооружён восточный входной портал с минаретами.